# Coniopteryx perisi
Coniopteryx perisi är en insektsart som beskrevs av Monserrat 1976. Coniopteryx perisi ingår i släktet Coniopteryx och familjen vaxsländor. Inga underarter finns listade i Catalogue of Life.